# Nadine Szöllősi-Schatzl
Nadine Szöllősi-Schatzl (* 19. November 1993 in München, Deutschland, geborene Nadine Schatzl) ist eine ungarische Handballspielerin, die dem Kader der ungarischen Nationalmannschaft angehört.

## Karriere
Szöllősi-Schatzl spielte ab dem Jahr 2010 für den ungarischen Verein Győri ETO KC, mit dem sie 2011 sowie 2012 die ungarische Meisterschaft und den ungarischen Pokal gewann. In der Saison 2012/13 lief sie auf Leihbasis für Veszprém Barabás KC auf. Anschließend unterschrieb sie einen Vertrag beim ungarischen Erstligisten Érdi VSE. Zwei Spielzeiten später schloss sie sich Ferencváros Budapest an, mit dem sie 2017 den ungarischen Pokal sowie 2021 die ungarische Meisterschaft gewann. Zur Saison 2021/22 wechselte sie zum Ligakonkurrenten Győri ETO KC. Mit Győr gewann sie 2022 und 2023 die ungarische Meisterschaft sowie 2024 die EHF Champions League. SAb dem Sommer 2024 lief sie für den ungarischen Verein Budaörs Handball auf. Im März 2025 wurde Szöllősi-Schatzl für den Rest der Saison 2024/25 vom französischen Erstligisten Metz Handball unter Vertrag genommen, um den Ausfall von Chloé Valentini zu kompensieren. Mit Metz gewann sie 2025 sowohl die französische Meisterschaft als auch den französischen Pokal. Anschließend kehrte sie zu Budaörs Handball zurück.
Szöllősi-Schatzl bestritt bisher 136 Länderspiele für die ungarische Nationalmannschaft, in denen sie 331 Treffer erzielte. Mit der ungarischen Auswahl nahm sie an der EM 2016, an der EM 2018, an der WM 2019, an der EM 2020, an den Olympischen Spielen 2020, an der WM 2023 sowie an den Olympischen Spielen 2024 teil. Bei der Europameisterschaft 2024 gewann sie die Bronzemedaille.

## Sonstiges
Ihre jüngere Schwester Natalie spielt ebenfalls Handball.